# Osj
Osj (kirgiziska: Ош, uzbekiska: Oʻsh) är den näst största staden i Kirgizistan. Den ligger i östra Ferganadalen i den sydvästra delen av landet, nära gränsen till Uzbekistan. Osj är huvudort för provinsen Osj. Staden har 333 629 invånare (2022).
Av invånarna i Osj är 47,94 % kirgizer, 44,18 % uzbeker, 2,46 % ryssar, 2,15 % turkar och 1,06 % tatarer, enligt folkräkningen år 2009.
Den viktigaste näringen är textilier av siden och bomull. Bland övriga näringar märks elektroteknisk industri och livsmedelsindustri. Osj är en av tre städer i Kirgizistan som har trådbuss.

## Historia
Staden är en av Centralasiens äldsta, först omnämnd i källor från 800-talet. Osj förstördes av mongolerna under 1200-talet. På 1400-talet hade staden utvecklats till ett viktigt handelscentrum längs Sidenvägen. Osj erövrades av Ryssland år 1876. Babur, som föddes i närbelägna Andizjan, påstås, enligt legenden, ha suttit på Suleimanberget och begrundat sitt öde. Idag är berget ett populärt utflyktsmål för stadens befolkning, men också en plats för muslimska pilgrimer och begravningar.
I staden finns en rysk-ortodox kyrka och två viktiga moskéer, den stora moskén vid bazaren (landets största moské) och Rabat Abdul khan-moskén från 1500-talet.